# تنس الطاولة في دورة الألعاب العربية 2011
في دورة الألعاب العربية لعام 2011 عقدت فعاليات تنس الطاولة في منطقة أسباير في الدوحة في قطر في الفترة من 10 إلى 15 ديسمبر، حيث تم التنافس على 6 أحداث.

## ملخص الميداليات

### الرجال
| الحدث | الذهبية                                                                         | الفضية                                                                                                 | البرونزية                                                                               |
| ----- | ------------------------------------------------------------------------------- | --- | --------------------------------------------------------------------------------------- |
| فردي  | السيد لاشين (EGY)                                                               | عمر عسر (EGY)                                                                                          | Khalid Alharbi (KSA)                                                                    |
| فردي  | السيد لاشين (EGY)                                                               | عمر عسر (EGY)                                                                                          | Mounaime Tirselt (MAR)                                                                  |
| زوجي  | مصر (EGY) · السيد لاشين · أحمد صالح                                             | الكويت (KUW) · Ibrahem Alhasan · Salem Alhasan                                                         | السعودية (KSA) · Abdulaziz Alabbad · Khalid Alharbi                                     |
| زوجي  | مصر (EGY) · السيد لاشين · أحمد صالح                                             | الكويت (KUW) · Ibrahem Alhasan · Salem Alhasan                                                         | البحرين (BHR) · Hamad Buhijji · Mohamed Bushelaibi                                      |
| فرق   | مصر (EGY) · عمر عسر · Mohamed Elbeiali · Emad Elsayid · السيد لاشين · أحمد صالح | السعودية (KSA) · Faisal Almutairi · Naif Aljadai · Khalid Alharbi · Akram Alghamdi · Abdulaziz Alabbad | الإمارات العربية المتحدة (UAE) · Mohamed Albahar · راشد حسن · Jassem Linjawi · رشيد عمر |
| فرق   | مصر (EGY) · عمر عسر · Mohamed Elbeiali · Emad Elsayid · السيد لاشين · أحمد صالح | السعودية (KSA) · Faisal Almutairi · Naif Aljadai · Khalid Alharbi · Akram Alghamdi · Abdulaziz Alabbad | لبنان (LIB) · Dauud Cheaib · Rachid El Boubou · Mohamad El Habech · Malek El Tawil      |

### السيدات
| الحدث | الذهبية                                                             | الفضية                                                                    | البرونزية                                                                               |
| ----- | ------------------------------------------------------------------- | ------------------------------------------------------------------------- | --------------------------------------------------------------------------------------- |
| فردي  | دينا مشرف (EGY)                                                     | نادين الدولتلي (EGY)                                                      | Olfa Guenni (TUN)                                                                       |
| فردي  | دينا مشرف (EGY)                                                     | نادين الدولتلي (EGY)                                                      | صفاء السعيداني (TUN)                                                                    |
| زوجي  | مصر (EGY) · نادين الدولتلي · دينا مشرف                              | قطر (QAT) · Maha Faramarzi · آية مجدي                                     | تونس (TUN) · Olfa Guenni · صفاء السعيداني                                               |
| زوجي  | مصر (EGY) · نادين الدولتلي · دينا مشرف                              | قطر (QAT) · Maha Faramarzi · آية مجدي                                     | لبنان (LIB) · Noel Kechechian · Lara Kejebachian                                        |
| فرق   | مصر (EGY) · نادين الدولتلي · Farah Hassan · Sara Hassan · دينا مشرف | تونس (TUN) · Sarra Ben Slama · Olfa Guenni · صفاء السعيداني · Fidel Toumi | لبنان (LIB) · Rita Bsaibes · Noel Kechechian · Lara Kejebachian · تفين كارول مومجوغليان |

## جدول الميداليات
*   البلد المضيف ( قطر)
| المرتبة | فريق                     | ذهبية | فضية | برونزية | المجموع |
| ------- | ------------------------ | ----- | ---- | ------- | ------- |
| 1       | مصر                      | 6     | 2    | 0       | 8       |
| 2       | تونس                     | 0     | 1    | 3       | 4       |
| 3       | السعودية                 | 0     | 1    | 2       | 3       |
| 4       | قطر*                     | 0     | 1    | 0       | 1       |
| 4       | الكويت                   | 0     | 1    | 0       | 1       |
| 6       | لبنان                    | 0     | 0    | 3       | 3       |
| 7       | الإمارات العربية المتحدة | 0     | 0    | 1       | 1       |
| 7       | المغرب                   | 0     | 0    | 1       | 1       |
| 7       | البحرين                  | 0     | 0    | 1       | 1       |
| المجموع | المجموع                  | 6     | 6    | 11      | 23      |

## روابط خارجية
- تنس الطاولة في الموقع الرسمي